# Daniel Saint-James
Daniel Saint-James est un physicien et théoricien marxiste français né le 11 juillet 1927 à Lisieux et mort le 8 mai 2019 à Suresnes,,,.

## Biographie
Ingénieur diplômé de la 66e promotion de l'École supérieure de physique et de chimie industrielles de la ville de Paris (l’ESPCI), Daniel Saint-James est successivement professeur de physique à l'ESPCI, à l'université Denis-Diderot à Jussieu et à l'École normale supérieure de la rue d'Ulm. Il travaille ensuite au CEA, dans les domaines de la résonance magnétique nucléaire et de la physique du solide. Il travailla avec le prix Nobel de physique Pierre-Gilles de Gennes,,, dont il fut l'assistant au Collège de France de la fin des années 1970 à sa retraite. Il est aussi communiste des conseils en parallèle de sa carrière scientifique et lié aux personnes proches de ce mouvement.
Daniel Saint-James a été en particulier proche de l'écrivain et militant marxiste Serge Bricianer,,,. Bricianer et Saint-James ont été liés pendant un temps avec un certain nombre d'auteurs marxistes, comme, entre autres, Marc Chirik, Jean Malaquais, Pierre Bessaignet, Maximilien Rubel, Benjamin Péret puis avec Henri Simon, Paul Mattick et René Lefeuvre. Daniel a épousé Rina Schönberg, dite Rose Saint-James, elle aussi élève de l'ESPCI.
Le fils de Daniel et Rose, Emmanuel Saint-James, est professeur d'informatique à l'Université Pierre-et-Marie-Curie.

## Publications scientifiques
Daniel Saint-James est l'auteur de nombreuses publications scientifiques, notamment en collaboration avec Claude Aslangul, et a collaboré aux travaux de Pierre-Gilles de Gennes.
- Les Centres colorés dans les halogénures alcalins, 1957[18].
- Opérateurs tensoriels irréductibles et potentiels cristallins, avec Françoise Boutron, 1961.
- Étude théorique de la diffusion paramagnétique des neutrons, 1962[19].
- Elementary excitations in the vicinity of a normal metal-superconducting metal contact, avec Pierre-Gilles de Gennes, 1963[20].
- Type II Superconductivity, avec E.J. Thomas et G. Sarma, Pergamon, 1969[21].
- Elasticity versus electron repulsion in 1-d polymers. an attempt to determine the ground state, avec Claude Aslangul, 1983[22]
- Exact results and self-averaging properties for random-random walks on a one-dimensional infinite lattice, avec Claude Aslangul et Jean-Philippe Bouchaud, 1989[23].
- Dynamical exponents for one-dimensional random-random directed walks, avec Claude Aslangul, 1990[24].
- Directed random walk with spatially correlated random transfer rates, avec Claude Aslangul et Noëlle Pottier, 1994[25].

## Ouvrages
- La Grève généralisée en France, mai-juin 1968, avec Serge Bricianer, Rina Schönberg, Henri Simon, Paris, ICO (Informations et Correspondances ouvrières), supplément 72, juin-juillet 1968, 37 pages (réédité comme no 51 des Cahiers mensuels Spartacus, série A (1978), puis comme no 172 des Cahiers de Spartacus, série B (2007).
- De l’usage de Marx en temps de crise, avec Dominique Blanc, Louis Janover, Franco Lottanzi, Karl Marx, Marco Melotti, Alain Pengam, Maximilien Rubel, Guy Sabatier, Marc Saligue et Pavie Zygas, préface par les Amis de Spartacus, Paris, Spartacus, mai-juin 1984, 122 p. (Spartacus. Série B, ISSN 0758-3052 ; 129).  (ISBN 2-902963-09-2).
- Introduction au recueil d’articles de Paul Mattick, Le marxisme aujourd’hui, Spartacus, Paris, 1983.

## Traductions
- Lénine philosophe : examen critique des fondements philosophiques du léninisme, par Anton Pannekoek, 1938 (trad. avec Claude Simon)[26],[27].
- Stalinisme et bolchevisme, par Paul Mattick, 1947[28].
- Trotsky, le Staline manqué. Stalinisme et bolchevisme, par Willy Huhn et Paul Mattick, 1981[29].
- De la pauvreté et de la nature fétichiste de l’économie, par Paul Mattick, 1998.
- Intervenir dans le processus historique, par Zellig Harris, L'Homme et la société, 2000[30].
- Marxisme, dernier refuge de la bourgeoisie?, par Paul Mattick, 2011[31].
- Staline, Trotski, l'héritage de Lénine, par Paul Mattick et Willy Huhn, Editions Spartacus, 2019[32].
- Principes fondamentaux de la production et de la répartition communistes, par Ian Appel, 1930. lire en ligne